# Passerell becgroc

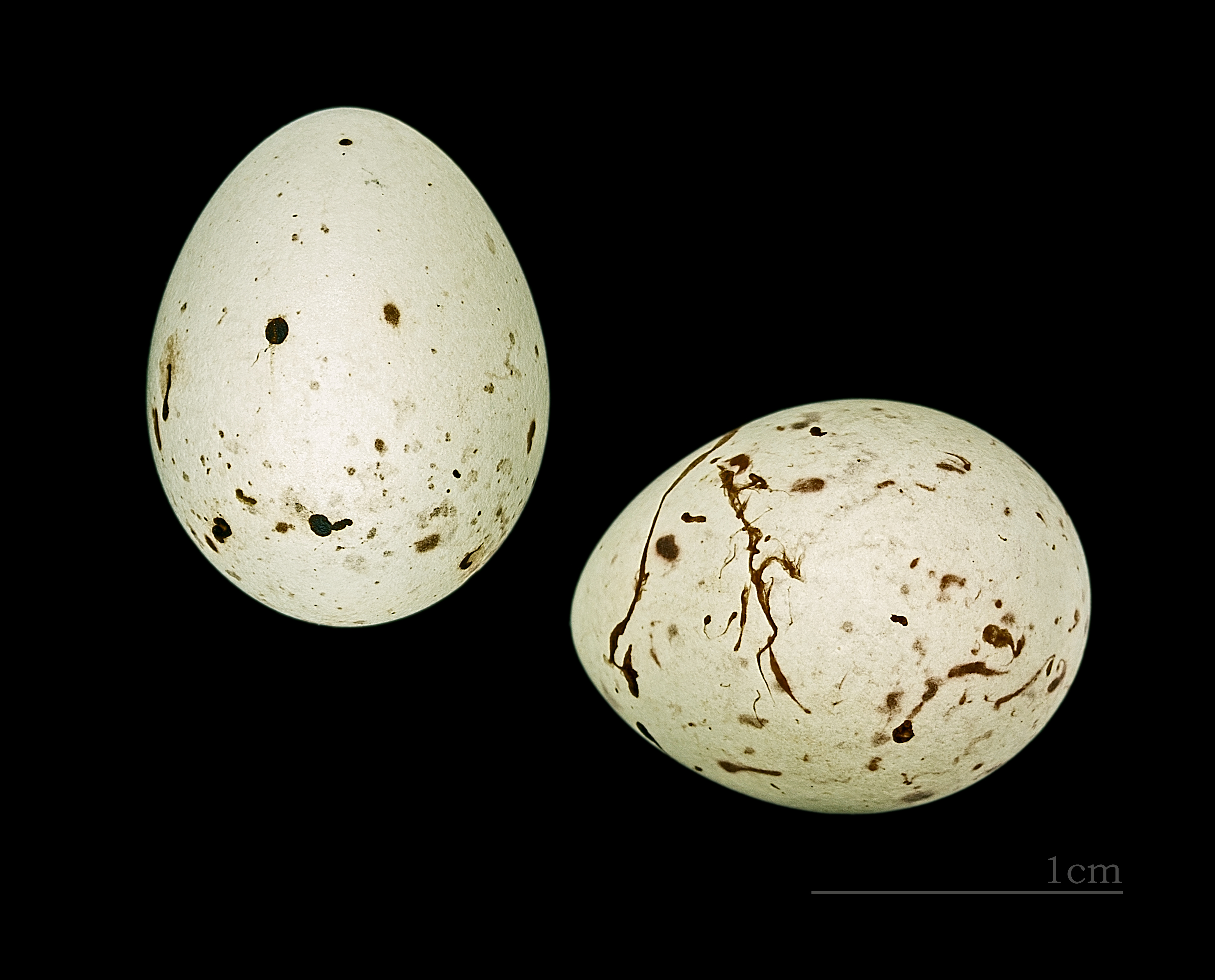
Linaria flavirostris

El passerell becgroc (Linaria flavirostris) és una espècie d'au passeriforme de la família dels fringíl·lids (Fringillidae).
Les aus nidifiquen al nord d'Europa i travessen Àsia central. És parcialment resident, però molts migren més al sud, o es muden a les costes.
Les àrees desarborades de torberes són les millors per procrear. Construeixen el seu niu en matolls, ponent de 4 a 7 ous.
Aquesta espècie forma grans estols fora de l'estació de reproducció, de vegades barrejada amb altres fringíl·lids en costes i pantans salins. S'alimenten de llavors.
És similar en grandària i forma al passerell comú (Linaria cannabina), però falta el pegat vermell en el cap i la forma en què mostren el pit per aquesta espècie i pels ocells. És marró amb negre a dalt, amb rosat en la part posterior. Les parts internes blancuzc, saltat amb marró. El bec cònic és groc a l'hivern i gris a l'estiu.
L'anomenat és un distintiu "tuit", i el so té ràpids trinats i pius.